# Линарес (Колумбия)
Линарес (исп. Linares) — город и муниципалитет на юго-западе Колумбии, на территории департамента Нариньо. Входит в состав Западной провинции.

## История
Поселение, из которого позднее вырос город, было основано Хосе Браулино Пантохой 10 октября 1868 года. Муниципалитет Линарес был выделен в отдельную административную единицу в 1871 году.

## Географическое положение

Муниципалитет Линарес

Город расположен на востоке центральной части департамента, в горной местности Центральной Кордильеры, на расстоянии приблизительно 27 километров к северо-западу от города Пасто, административного центра департамента. Абсолютная высота — 1706 метров над уровнем моря.
Муниципалитет Линарес граничит на северо-востоке с территорией муниципалитета Эль-Пеньоль, на востоке — с муниципалитетом Эль-Тамбо, на юго-востоке — с муниципалитетом Сандона, на юге — с муниципалитетом Анкуя, на юго-западе — с муниципалитетом Саманьего, на западе — с муниципалитетом Ла-Льянада, на северо-западе — с муниципалитетом Лос-Андес. Площадь муниципалитета составляет 137,4 км².

## Население
По данным Национального административного департамента статистики Колумбии, совокупная численность населения города и муниципалитета в 2015 году составляла 10 042 человек.
Динамика численности населения муниципалитета по годам:
| 2005   | 2006   | 2007   | 2008   | 2009   | 2010   | 2011   | 2012   | 2013   | 2014   | 2015   |
| ------ | ------ | ------ | ------ | ------ | ------ | ------ | ------ | ------ | ------ | ------ |
| 11 821 | 11 642 | 11 461 | 11 287 | 11 107 | 10 932 | 10 755 | 10 572 | 10 394 | 10 225 | 10 042 |

Согласно данным переписи 2005 года мужчины составляли 51,2 % от населения Линареса, женщины — соответственно 48,8 %. В расовом отношении белые и метисы составляли 99,9 % от населения города; негры, мулаты и райсальцы — 0,1 %.
Уровень грамотности среди всего населения составлял 85,8 %.

## Экономика
Основу экономики Линареса составляет сельское хозяйство.
61,6 % от общего числа городских и муниципальных предприятий составляют предприятия торговой сферы, 31,9 % — предприятия сферы обслуживания, 4,3 % — промышленные предприятия, 2,2 % — предприятия иных отраслей экономики.